# 플루메리아 ~꽃노래~
〈플루메리아 ~꽃노래~〉(プルメリア ~花唄~ 푸루메리아 ~하나우타~[*])는 Aqua Timez가 2009년 7월 29일에 발매한 열 번째 싱글이다.

## 개요
- 전작 〈STAY GOLD〉 이후 약 4개월만에 발매한 싱글이다.

- 나카마 유키에 주연의 영화 《고쿠센 THE MOVIE》 주제가.

- 뮤직 비디오 주인공은 AKB48의 우라노 가즈미이다.

- 캐치프레이즈는 본 싱글 제목 플루메리아의 꽃말 '나를 찾아주어서, 고마워.'(僕を見つけてくれて、ありがとう。).

## 수록곡
1. プルメリア〜花唄〜 / 플루메리아~꽃의 노래~
2. 長すぎた夜に / 기나 긴 밤에
3. Perfect World -blue forest ver.-
4. プルメリア〜花唄〜-Instrumental-

작사·작곡 : 후토시 / 편곡 : Aqua Timez (전곡)

## 차트
- 주간최고순위 7위 (오리콘 차트)
- 데일리최고순위 5위 (오리콘 차트)